# Johannes Wendel
Johannes  Matthäus Ludwig Wendel (* 21. Dezember 1811 in Kassel; † 31. Januar 1892 in Hanau)  war ein deutscher evangelischer Theologe, Superintendent und Mitglied der Ersten Kammer der kurhessischen Ständeversammlung. 

## Leben
Johannes Wendel war ein Sohn des Uhrmachers Peter Wendel und dessen Ehefrau Bernhardine Caroline van Lennep. Er absolvierte ein Studium der Theologie und war zunächst ab August 1836 als außerordentlicher Pfarrer an der Hofgemeinde in Kassel eingesetzt, bevor er in gleicher Funktion in der Kirchengemeinde Volkmarsen tätig wurde. 1841 wurde er dort definitiv zum Pfarrer bestellt und wechselte 1846 als zweiter Pfarrer in die Kirchengemeinde Fulda, wo er Vorstandsmitglied im Missionsverein und von 1854 bis 1859 erster Pfarrer war. Wiederum wechselte er seinen Arbeitsplatz und wurde Pfarrer an der Marienkirche Hanau, wo er bis zu seinem Tod als Superintendent tätig war.
Von 1860 bis 1862 hatte er in dieser Funktion ein Mandat für die Erste Kammer der kurhessischen Ständeversammlung.

### Familie
Am 12. September 1841 heiratete er in Halle an der Saale die Pfarrerstochter Christine Uhle (1820–1880). Aus der Ehe sind vier Söhne und drei Töchter hervorgegangen, darunter Johanna (1854–1919), die den Generalsuperintendenten Karl Fuchs (1827–1903) heiratete. 